# Wojna polsko-kozacko-tatarska (1666–1671)
Wojna polsko-kozacko-tatarska 1666–1671 wybuchła na skutek rywalizacji, jaka powstała między Rzecząpospolitą i Chanatem Krymskim na Ukrainie w końcowych latach wojny polsko-rosyjskiej 1654–1667.

## Wstęp
Po nieudanej wyprawie Jana Kazimierza na Zadnieprze w latach 1663–1664, i na skutek rokoszu Lubomirskiego (1665-1666) wywołanego chęcią wprowadzenia w Rzeczypospolitej elekcji vivente rege, odbicie całej Ukrainy z rąk moskiewskich okazało się wysiłkiem niemożliwym dla osłabionej Rzeczypospolitej, której władze stanęły w obliczu zawarcia kompromisowego rozejmu z Moskwą. Ramy rysującego się porozumienia zakładały, oprócz podziału Ukrainy (wzdłuż Dniepru), także sojusz obronny przed zagrożeniem muzułmańskim. Układające się strony rozumiały bowiem dobrze, że przyszły rozejm stanowić będzie swoistego rodzaju odwrócenie sojuszy w tej części Europy i wypchnie Chanat Krymski (sojusznika Polski w latach 1654-1666) na pozycje wrogie im obu.
W zmieniającej się sytuacji geopolitycznej arystokracja tatarska zaczęła myśleć o zdobyciu Ukrainy dla Chanatu. Jednak propolski chan Mehmed IV nie chciał zrywać sojuszu z Rzecząpospolitą, co na początku 1666 roku doprowadziło do buntu wśród tatarskiej arystokracji. Ponieważ Ukrainą zainteresował się także wielki wezyr Imperium osmańskiego Ahmed Köprülü, na pomoc buntownikom przybyły wojska tureckie. Ostatecznie w marcu Mehmed IV został obalony, a na tronie zastąpił go wrogi Polsce Adil Girej. O podporządkowaniu sobie Ukrainy zaczęła myśleć już nie tylko arystokracja tatarska, ale także Turcja.
Jednocześnie elity kozackie na Prawobrzeżu nie mogąc zaakceptować podziału Ukrainy między Rzeczpospolitą i Moskwę, siłą rzeczy zaczęły ciążyć ku południowemu sąsiadowi (Chanatowi i szerzej Imperium Osmańskiemu), w protekcji którego widziały szansę na uratowanie swojej państwowości i jedności kraju.

## 1666–1667
W październiku 1666 roku dawny pułkownik czerkaski, a obecnie hetman kozacki, Petro Doroszenko, poddał się Chanatowi Krymskiemu oraz Turcji. W grudniu Tatarzy wspólnie z kozakami Doroszenki rozbili pod Ścianą i pod Brahiłowem 6-tysięczną dywizję wojsk koronnych dowodzonych przez Sebastiana Machowskiego, która stacjonowała na Bracławszczyźnie. Dowódca wojsk polskich dostał się do tatarskiej niewoli. Zanim więc dobiegła końca wojna polsko-rosyjska (negocjowano rozejm), na Ukrainie zaczęła się nowa wojna.
Po rozbiciu dywizji Machowskiego Rzeczpospolita miała na Ukrainie jedynie siły w postaci piechoty i dragonii rozlokowanej w twierdzach, jak Biała Cerkiew, Czehryń, Korsuń, Bracław i inne. Siłami tymi, liczącymi blisko 2000 żołnierzy, dowodził generał Jan Stachurski, będący jednocześnie komendantem Białej Cerkwi.
Tatarzy z końcem grudnia wpadli do województwa ruskiego, niszcząc wiele miejscowości. Jazda była rozproszona, a stojąca pod Korytnicą nad Bugiem piechota cudzoziemskiego autoramentu była źle zaopatrzona i cierpiała głód, przez co mimo wezwań hetmana Sobieskiego, z ociąganiem dała się ściągnąć pod Kamieniec Podolski. Ostatecznie Tatarzy wycofali się na Krym.
Król Jan II Kazimierz wydał 4 stycznia 1667 pierwsze i drugie wici na pospolite ruszenie, ale licząc na akcję dyplomatyczną trzecich wici już nie wydał. Posłano poselstwo Hieronima Radziejowskiego do Stambułu oraz podczaszego mielnickiego Franciszka Kobyłeckiego na Krym. Nadzieje pokładano też w przymierzu z Rosją, z którą 31 stycznia 1667 podpisano układ rozejmowy w Andruszowie, dający realne szanse na polsko-rosyjski sojusz wojskowy wymierzony w Turcję i Chanat Krymski.
Sejm zwyczajny, którego obrady rozpoczęły się 7 marca 1667 roku, podjął na początku maja fatalną decyzję o redukcji armii. Etat armii koronnej ustalono na 12 500 stawek żołdu, a armii litewskiej na 6000 stawek żołdu. Wynikało to stąd, że płacąca od 1648 podwyższone stawki szlachta była zmęczona długotrwałym wysiłkiem finansowym. Uchwałę o redukcji armii wykonano w sierpniu, ale ze względu na niepewną sytuację na Ukrainie wstrzymano likwidację 6 regimentów piechoty (3100 porcji, czyli ok. 2500 żołnierzy). Z tego względu armia koronna zredukowana została do 14 100 żołnierzy (zamiast do 11 600, jak wcześniej zamierzano).
Opierając się na wynikach swego wywiadu, hetman polny koronny Jan Sobieski ostrzegł w czerwcu 1667 roku ludność nie tylko Podola, ale nawet Lubelszczyzny przed grożącym niebezpieczeństwem dużego najazdu tatarskiego. Jakby na poparcie tych przestróg już w czerwcu silny czambuł Batyrszy murzy wtargnął głęboko bo aż po Krzemieniec i Brody. Zgodnie zaś z przewidywaniami, we wrześniu 1667 roku potężna armia tatarska dowodzona przez kałgę sułtana Krym-Gireja (16–18 000 żołnierzy) ruszyła na Ruś Czerwoną. Z Tatarami połączyła się armia kozacka (15 000 żołnierzy) Petra Doroszenki. Wyczerpana długotrwałymi wojnami, pogrążona w kryzysie Rzeczpospolita była nieprzygotowana do wojny. Z tego powodu Jan Sobieski musiał sam, wspólnie z miejscową ludnością, przygotować obronę. W końcu udało mu się łącznie z załogami twierdz i wojskami prywatnymi zgromadzić 15 000 żołnierzy. Ponadto (co było pewną nowością) uzbroił wielu miejscowych chłopów, którzy co prawda byli prawosławnymi Rusinami, jednak wobec groźby grabieży i okrucieństw tatarskich woleli stanąć przeciwko wojskom kozackim Doroszenki. Posunięcie to, choć ryzykowne w świetle doświadczeń z czasów powstania Chmielnickiego, okazało się trafne.
By skuteczniej przeciwstawić się przeważającym siłom nieprzyjaciela, Sobieski podzielił swe siły. Obsadził załogami fortece na przewidywanym szlaku pochodu wojsk tatarskich, porozrzucał po kraju liczne oddziały jazdy dla obrony ludności cywilnej przed czambułami tatarskimi, a sam z 3000 żołnierzy stanął pod Kamieńcem Podolskim. Taktyka ta okazała się słuszna, a Tatarzy wszędzie napotykali opór, ponosząc przy tym dotkliwe porażki (m.in. pod Pomorzanami, Buczaczem i Narajowem). Jedynym miastem, które padło ofiarą łupiestwa był Zborów, który skapitulował bez walki. Widząc, że niczego nie zdziałają w rozproszeniu, Kozacy i Tatarzy skoncentrowali swe siły i ruszyli w kierunku Lwowa. Pod Podhajcami drogę zagrodził im Sobieski. Po 10 dniach zwycięskich dla Rzeczypospolitej walk podpisano ugodę, która tak naprawdę okazała się jedynie rozejmem. Sama jednak kampania stanowiła, jak określił to Zbigniew Wójcik, "pierwszy (...) błysk geniuszu wojskowego człowieka, który jeszcze tyle chwały przysporzyć miał orężowi polskiemu".

## 1671
Gdy w 1670 roku Petro Doroszenko zażądał od Rzeczypospolitej szerokiej autonomii dla Ukrainy, został pozbawiony buławy hetmańskiej, którą oddano Michałowi Chanence. Ponieważ Adil Girej bez pytania o zgodę Turcji w maju 1671 roku zawarł przymierze z nowym hetmanem kozackim, natychmiast został usunięty z tronu. Sułtan Mehmed IV posadził na jego miejscu uległego Turcji Selima Gireja. Petro Doroszenko, który liczył, że przy tureckiej pomocy stworzy jednolite i w miarę możliwości samodzielne państwo, połączył swe siły z wojskami nowego chana, Selim Gireja i wznowił wojnę z Rzecząpospolitą. W tej sytuacji hetman wielki koronny Jan Sobieski, mając ze sobą jedynie 4000 żołnierzy, 20 sierpnia kolejny raz ruszył z wojskiem na Ukrainę. W końcu sierpnia pobił Kozaków i Tatarów z Ordy Białogrodzkiej pod Bracławiem. Następnie opanował wiele miejscowości ukraińskich. Na koniec w październiku wojska Sobieskiego odniosły zwycięstwo pod Kalnikiem. Ponieważ chan krymski zaangażowany był w tym czasie w walki z buntującymi się Czerkiesami, istniała szansa całkowitego opanowania Ukrainy, pod warunkiem, że na miejsce przybędzie król z pospolitym ruszeniem oraz wojska litewskie. Do tego jednak nie doszło, gdyż 16 października na skutek intryg osobistego wroga Sobieskiego hetmana wielkiego litewskiego Michała Kazimierza Paca stojąca w Dubience armia litewska rozwiązała się, a niezapłaceni żołnierze rozeszli się do domów. Także król Michał Korybut Wiśniowiecki, pamiętając przynależność Sobieskiego do stronnictwa francuskiego, nie chciał oddawać mu pod komendę pospolitego ruszenia i sam kroczył na jego czele, wyjątkowo powoli i docierając tylko do Lwowa. Z inicjatywy dworu królewskiego wśród szlachty rozpuszczano również wieści, że na Ukrainie nie ma żadnych Tatarów. W tej sytuacji wykorzystanie świetnych zwycięstw było niemożliwe.
W styczniu 1672 roku do Warszawy przybył czausz turecki. Przywiózł on akt wypowiedzenia wojny. O panowanie nad Ukrainą wystąpiło teraz Imperium osmańskie, zapoczątkowując wojnę polsko-turecką 1672–1676.

## Bitwy chronologicznie
- 1666 – bitwa pod Brahiłowem lub pod Ścianą (19 grudnia)
- 1667 – bitwa pod Podhajcami (6–16 października)
- 1671 – bitwa pod Bracławiem (26 sierpnia)
- 1671 – bitwa pod Kalnikiem (21 października)